# 刘淑贞
刘淑贞（？—？），又名刘赎珠，明朝贵州水东土司，洪武初年代夫袭贵州宣慰使职。

## 生平
劉淑貞是八番順元等處流官宣慰使劉垓的孫女，劉垓為劉整的第四子。劉垓來任職後，與時任八番順元等處土官宣慰使的水東土司宋阿重相友善，遂將孫女劉淑貞嫁給宋阿重的孫子宋钦（宋蒙古歹）。宋欽後來擔任贵州宣慰同知，去世后，劉淑貞代夫治理水東。雖然《明史》及貴州地方志都稱她繼任宣慰使之職，但在《明實錄》中僅稱其為「貴州宣慰使宋誠母」，由此可知劉淑貞實為代理兒子宋誠掌權。
劉淑貞掌管水東的同時，水西土司靄翠也去世，由其夫人奢香掌管水西。當時貴州都督馬曄圖謀激起彝族民變，以便改土歸流，遂裸撻奢香。劉淑貞得知後急忙制止，隨後於洪武十五年（1382年）以進貢馬匹的名義上京，向馬皇后告发马晔。朱元璋得知後，下令召見奢香。奢香于洪武十七年（1384年）上京覲見，表示愿意为朝廷效力。朱元璋召回马晔，下狱處死，平息了西南地区的民愤。
朱元璋曾分别诰封刘淑贞为二品“明德夫人”，奢香为“顺德夫人”。由于历史的原因，刘淑贞和她的历史功绩却鲜为人知。

## 評價
- 清代大定府廪生徐彬先《大定怀古》：“世人只说奢香智，谁识深谋有赎珠。”[1]。

- 清代学者施炳奎《宁拙堂集》：“刘氏机警绝伦，智勇实出奢香之上。”[1]。

- 貴州省史学专家范同寿《被冷落了的水东宋氏》：“在那场关系到西南一方安宁的马晔欲逼反水西事件中，刘淑贞以女政治家的气魄，力劝奢香戒急用忍，卷裙走马数千里，亲赴京城向朱元璋报告马晔弄权误国、扰乱地方、辱挞奢香、欲逼民反等情状。一场事关国家统一和民族团结的政治危机，因水东刘氏立场鲜明，不辞辛劳的奔波，才得以化干戈为玉帛。” [1]